# Luv & love CLIPS〜from N.Y.〜
『Luv & love CLIPS〜from N.Y.〜』（ラヴ・アンド・ラヴ・クリップス・フロム・ニューヨーク）は、日本の歌手・長瀬実夕の1作目の映像作品。

## 内容
ソロとしては初にして唯一の映像作品。ニューヨークで撮影された。
ZONEの活動と並行して発売された「Just 4 your Luv」「snowy love」のミュージック・ビデオとメイキング映像、「Amazing Grace」のカバーが収録されている。

## 収録映像曲
1. Just 4 your Luv
2. snowy love
3. Amazing Grace
ゴスペルクワイアを率いてニューヨークで録音された賛美歌のカバー。